# البطولات الوطنية الأمريكية 1894 (كرة مضرب)
قائمة بالأبطال في 1894 البطولات الوطنية الأمريكية لكرة المضرب (المعروفة الآن باسم أمريكا المفتوحة):

## الكبار

### فردي رجال
روبرت ورين هزم  مانيلف جودبدي 6-8 6-1 6-4 6-4

### فردي سيدات
هيلين هيلويغ هزم  آلين تيري 7-5, 3-6, 6-0, 3-6, 6-3